# Heathenreel
Albums de Elvenking
To Oak Woods Bestowed
(2000) Wyrd
(2004)
Heathenreel est le premier album studio du groupe de Folk/Power metal italien Elvenking. L'album est sorti le 23 juillet 2001 sous le label AFM Records.
Les titres To Oak Woods Bestowed, White Willow et Oakenshield ont été ré-enregistrés pour cet album. Ils proviennent à l'origine de la liste des titres de leur démo To Oak Woods Bestowed.
C'est le premier album de Elvenking enregistré avec le bassiste Gorlan. C'est également le dernier album du groupe enregistré sans claviériste officiel.

## Musiciens
- Damnagoras - chant
- Jarpen - guitare, chant
- Aydan - guitare, chant
- Gorlan - basse
- Zender - batterie

### Musiciens de session
- Pauline Tacey - chant féminin
- Laura De Luca - chant
- Christiano Bergamo - claviers
- Paolo Torresani - claviers
- Umberto Corazza - flutes
- Paolo Polesel - fiddle

## Liste des titres
1. To Oak Woods Bestowed – 0:46
2. Pagan Purity – 4:35
3. The Dweller of Rhymes – 4:48
4. The Regality Dance – 5:46
5. White Willow – 5:59
6. Skywards – 5:32
7. Oakenshield – 6:37
8. Hobs An' Feathers – 2:27
9. Conjuring of the 14th – 6:37
10. A Dreadful Strain – 4:14
11. Seasonspeech – 7:39